# 嵩祝寺
嵩祝寺是位于中国北京市东城区嵩祝院的一座藏传佛教格鲁派寺院。
如今，由于该寺山门早已被拆毁，所以该寺残存建筑被分为若干门牌号。

## 历史

### 沿革
清朝初年，準噶爾汗國（衛拉特蒙古准噶尔部）多次东侵。清廷为抚绥蒙古、西藏，遂抬高藏传佛教的地位，兴建大批藏传佛教（俗称喇嘛教）寺院。
康熙四十年（1701年），蒙古各部在多伦诺尔会盟之后，藏传佛教二世章嘉活佛阿旺罗桑却丹被康熙帝封为“多伦诺尔扎萨克达喇嘛”。康熙四十五年（1706年），又获康熙帝封为“灌顶普善广慈大国师”，负责掌管漠南蒙古黄教（即藏传佛教格鲁派）事务。
康熙五十年（1711年），康熙帝决定建寺赠与二世章嘉活佛。康熙五十一年（1712年）时，“奏请命名嵩祝寺”。自二世章嘉开始，嵩祝寺成为历世章嘉活佛在北京的主要驻地。

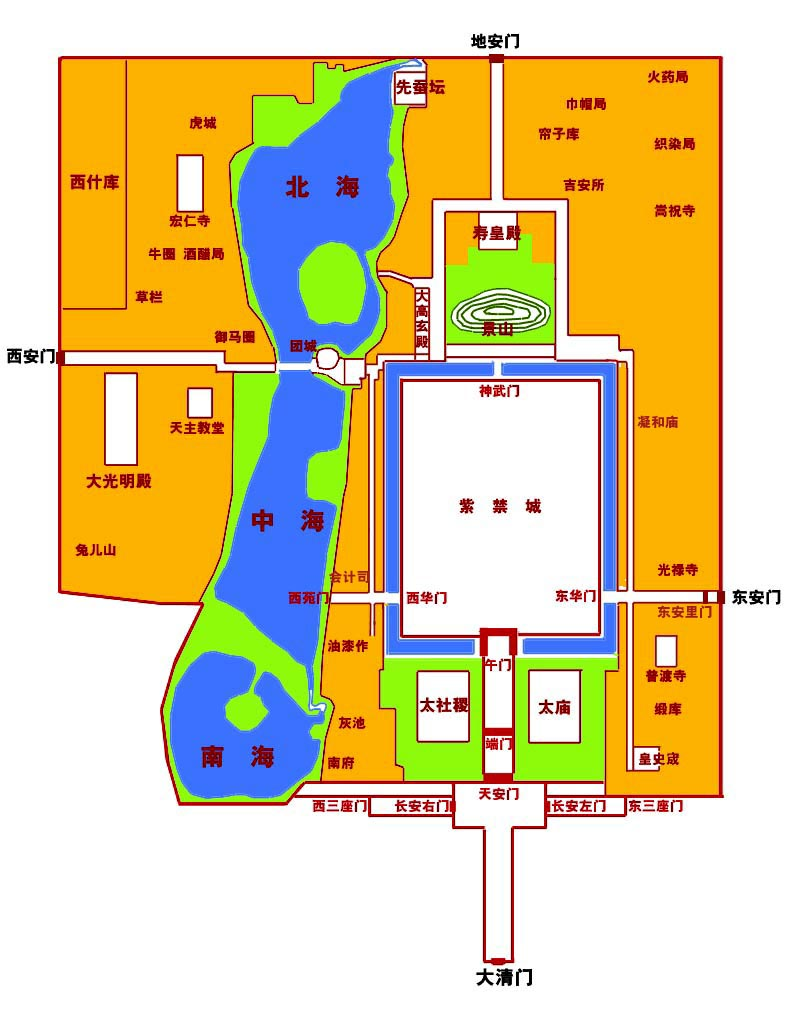
清朝北京皇城地图。图中皇城内东北方向可见“嵩祝寺”。

嵩祝寺始建于康熙五十一年（1712年）。关于嵩祝寺的始建年代，有不同说法，当前主要有以下两种说法，一是康熙五十一年或康熙年间说，二是乾隆年间由番经厂旧址改建说（见陈楠《法渊寺与明代番经厂杂考》）。查民国二十四年（1935年）《雍和宫导观所期刊》（第一、二册）中载，“嵩祝寺在北平市内六区松公府后身，即地安门内东南，三眼井之东。”“此寺是康熙五十一年时改建，奏请命名嵩祝寺。”“该智珠寺及嵩祝寺之后（殿），均为章嘉呼图克图之仓所……该寺均为章嘉呼图克图所辖。”此外，中国第一历史档案馆所藏汉文“内务府奏销档”中，可查到雍正十二年（1734年）嵩祝寺的修缮（扩建）记录，雍正十二年和康熙五十一年之间相隔二十多年，基本符合清朝皇家建筑的一般维修频率。可见，嵩祝寺始建于康熙五十一年的说法可信。
雍正元年（1723年），青海发生罗卜藏丹津叛清事件，雍正帝命清军统帅年羹尧寻访出二世章嘉活佛的转世灵童，将其护送至北京。雍正二年（1724年），该转世灵童移驻嵩祝寺，并举行了坐床典礼，正式成为三世章嘉活佛。三世章嘉进宫同皇子弘历（即日后的乾隆帝）一起读书。三世章嘉曾多次作为大活佛及清廷特使，赴漠南蒙古、漠北蒙古、西藏等地参与解决了许多重要的民族及宗教事件。乾隆帝曾从三世章嘉学习佛法，拜为金刚上师。乾隆帝还为嵩祝寺题写了多处匾额。
雍正十一年（1733年），奉雍正帝御旨，清朝惟一的官刻汉字《大藏经》开刻，此后历时近6年完成。此部《大藏经》被称为《龙藏》，其刻版最初存放在嵩祝寺，首印也是在嵩祝寺，故又称为“嵩祝寺版”。
雍正十二年（1734年），法渊寺创建。智珠寺则可能建于乾隆二十六年（1761年）至乾隆三十九年（1774年）间。法渊寺和智珠寺建立后，同嵩祝寺形成了三寺并列的盛况。
清朝历位皇帝多次赐予嵩祝寺佛像、金碗、手珠、玉如意、法衣以及各种宝物。比如1819年，嘉庆帝将佛像、手珠及法衣等赐予该寺的四世章嘉。
1900年8月16日起，八国联军在北京城内公开劫掠三日。其间，嵩祝寺遭八国联军公开抢劫，受到严重损失。寺内的佛像、器物损失了数万件。其中包括“镀金八尺大悲菩萨一尊，一尺菩萨三尊，大小镀金铜佛三千余尊，铜佛五万余尊，瓷佛十三尊，瓷瓶十二对，镀金器物四十件，银器七件，铜器四千三百余件，银器五十八堂件，幢幡七十堂首，锦锻绣品一千四百余件，竹木要器一百一十余堂份，墨刻珍品一千六百余轴，乐器一百余件。”
中華民國大陸時期，嵩祝寺内成立了佛教同愿会，七世（十九世）章嘉担任会长。此后，嵩祝寺还曾做过“蒙旗宣化使公署”。

### 寺址

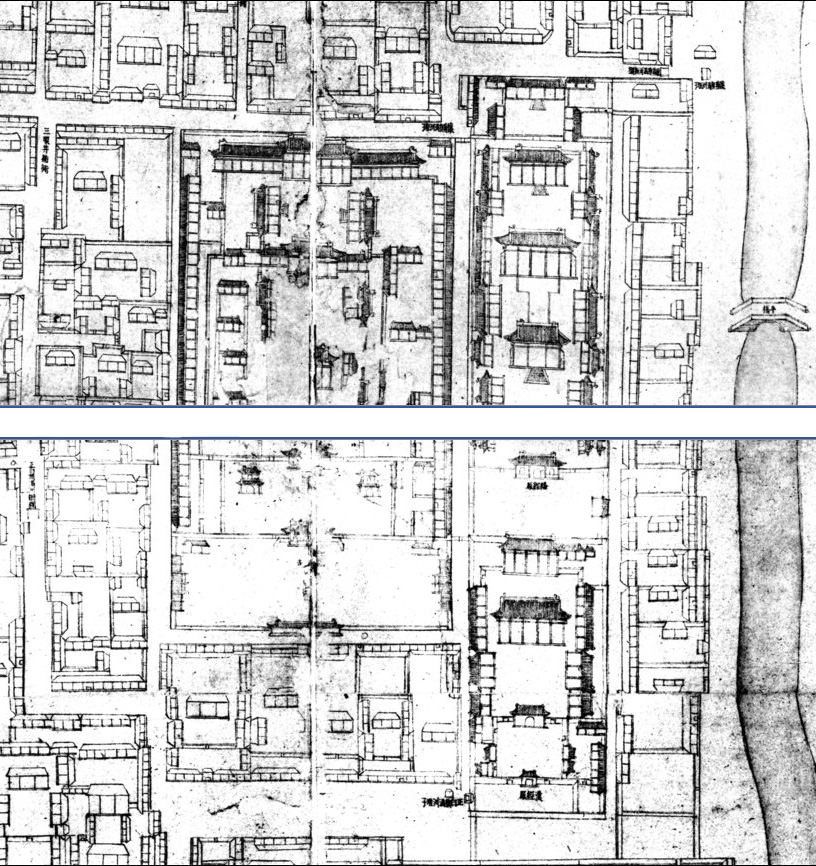
《乾隆京城全图》中的嵩祝寺、番经厂、汉经厂。图中部的大型建筑群为嵩祝寺。嵩祝寺的东边为番经厂。番经厂南侧为汉经厂。

嵩祝寺东为法渊寺，西为智珠寺，形成了一组较大规模的佛教寺院群。清朝的书籍常将嵩祝寺、法渊寺、智珠寺说成是建于明朝番经厂、汉经厂的旧址上。比如《日下旧闻考》卷二十九记载：“法渊寺在嵩祝寺东，智珠寺在嵩祝寺西”，“明番经厂、汉经厂今为嵩祝、法渊、智珠三寺。考嵩祝寺东廊下有铜云板一，铸汉经厂字。又法渊寺有张居正撰番经厂碑记云，番经厂与汉经厂并列，是可据也。”乾隆帝御书《法渊寺碑记》载，“法渊寺在嵩祝寺左，其右则智珠寺，佛宇毗连，皆前明经厂旧址也。明永乐间，以延致喇嘛传写梵经，故有番经厂、汉经厂之名。”清朝乾隆年间的《宸垣识略》载，“嵩祝寺在三眼井之东，有御书额，为章嘉呼图克图焚修之所。法渊寺在嵩祝寺东，有铜鼎一，高六尺有咫，有御制碑文。智珠寺在嵩祝寺西，有御书书额。考按：嵩祝寺东廊下有铜钟一，铸‘番经厂’字；西廊下有铜云板一，铸‘汉经厂’字；法渊寺有明张居正撰《番经厂碑》。据此，则三寺为明番、汉经厂。”也有的说番经厂、汉经厂在嵩祝寺、法渊寺、智珠寺以东。《京师坊巷志稿》卷三则记载：“嵩祝寺东有法渊寺，西有智珠寺。又东为三厂遗址；明置番、汉经厂，道经厂于此。”以上诸种说法实不确切。
实际上，嵩祝寺位于番经厂以西，曾经一度和番经厂、汉经厂并存。而法渊寺则建在番经厂的旧址上。所以在嵩祝寺、智珠寺、法渊寺中，嵩祝寺和智珠寺均和番经厂、汉经厂旧址无关。查张居正在明万历元年四月八日的《番经厂记》中称，番经厂、汉经厂“并列”，但未说明二者是东西并列还是南北并列。徐苹芳编著的《明清北京城图》中的“明北京城复原图”显示，当时嵩祝寺所在区域为一块空地，番经厂、汉经厂位于其东侧，二厂南北并列，番经厂在汉经厂以北。
雍正十三年的内务府奏销档中记载了雍正十二年嵩祝寺及番经厂的勘测及修缮情况：“闻事雍正十二年三月，将张家胡土克图所在嵩祝寺内应行修理之处査看得：正殿、配殿等房脊兽、山墙、檐墙具开裂倒坏。再将番经厂与嵩祝寺合一修造之处，令看风水主事洪文澜看视，据称嵩祝寺地势高，番经厂地势窪，二庙合一修造不宜，仍照旧式修理作两所旁开便门，行走相宜。将番经厂前汉经厂之地裁取一段，与嵩祝寺前墙取齐，两庙中间街道砌墙，前后开大门两座。番经厂内无天王殿，亦照嵩祝寺式样添造天王殿。其胡土克图仍在嵩祝寺居住甚好等语。为此谨将二庙图样呈览恭候。”由此可见，雍正十二年，嵩祝寺曾和番经厂、汉经厂东、西并置，其位置的相对关系一如《明清北京城复原图》中“清乾隆北京城图”所示。
在上述雍正十三年的内务府奏销档中未见有关法渊寺的记载，根据后来法渊寺和嵩祝寺的位置的相对关系，法渊寺应位于番经厂的旧址。由此可知，真正建在番经厂、汉经厂旧址之上的仅有法渊寺，而且是建在番经厂旧址之上。

### 增建

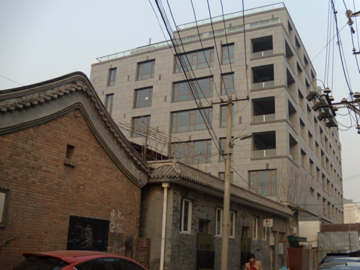
位于嵩祝寺山门、天王殿原址处的牡丹园公寓，正在建设中

从文献中可见，在雍正十二年对嵩祝寺的修葺中，还加建了一批建筑物。嵩祝寺加建了山门、影壁及厢房、僧房、看守房等多间。“臣等派委员外郎吉葆等监修，得嵩祝寺、番经厂共殿宇房屋三百十八间，此内嵩祝寺添盖山门三间，八字看墙二道，影壁一道，栅栏四十五丈，嘛呢杆四座，看守房屋六间，楼前厢房十间，僧房十二间，马圈房二十一间。”同时，番经厂则加建天王殿及北侧住房三十七间。“将番经厂前汉经厂之地裁取一段与嵩祝寺前墙取齐，两庙中间街道砌墙，前后开大门两座。番经厂内无天王殿，亦照嵩祝寺式样添造天主殿。移咨前来随添盖嘎尔丹西勒图胡土克图住房一所共三十七间，内正房五间，厢房六间，露顶二间，耳房四间，门房九间……小房三间，马圈房八间……”
《乾隆京城全图》中，嵩祝寺建筑群的南端山门和影壁墙之间有多座看守房、僧房、马圏房，多属临时建筑，建筑等级较低。民国时期的测绘图中，该区域的临时建筑已全部拆除，形成了边界整齐的寺前小广场。嵩祝寺西侧院落南端的建筑布局也发生了很大变化，《乾隆京城全图》中此处是并排多间的平顶僧房或马房，而民国测绘图中该区域已改成“一正、两厢、两耳”的规整院落。此外，东、西侧院落北端建筑格局也变化较大，由原来的联排式建筑改为规整的四合院，东侧还出现了规模、形制较高的“经堂”。其原因应和嵩祝寺的宗教活动的日趋丰富及嵩祝寺西侧的智珠寺的兴建有关， 经堂的兴建使嵩祝寺作为藏传佛教寺院的功能更加完整，乾隆中期智珠寺的兴建一定程度上缓解了嵩祝寺、法渊寺在开展宗教活动、接待蒙古僧众等功能上的压力，嵩祝寺、智珠寺、法渊寺三寺共同作为蒙古章嘉活佛在京驻地的格局形成。

### 破坏
1931年，国立北京大学校长蒋梦麟购置了松公府（原为傅恒府）的产权，兴建了北京大学图书馆、文学院，尽北边为女生宿舍。1956年，中共中央宣传部占用北京大学旧址，并向北多占近50米，拆除嵩祝寺、法渊寺的影壁，建宿舍楼，造成嵩祝寺、法渊寺前广场全部被占，寺内广场大半被占。
1950年代，嵩祝寺及智珠寺、法渊寺停止宗教活动。1950年代末，嵩祝寺被北京市盲人橡胶厂占用为厂房。1970年代，无线电九厂、无线电十一厂合并，自崇文门外迁至嵩祝寺，将北京市盲人橡胶厂替换走，成立了北京东风电视机厂，该电视机厂将嵩祝寺的天王殿、钟鼓楼，法渊寺的全部建筑拆除，嵩祝寺的天王殿、钟鼓楼原址建成了生产车间，法渊寺原址建成了组装车间。后来，该电视机厂还占用了智珠寺的前殿及西配殿。1991年，北京东风电视机厂同牡丹集团合并，厂区迁至海淀区塔院，嵩祝寺、法渊寺、智珠寺的部分旧址及部分建筑被牡丹集团的下属单位“北京牡丹四星音像有限公司”占用，其间牡丹集团企图在原嵩祝寺山门、天王殿的旧址上开发“牡丹园公寓”但未成功，该地产变成高层烂尾楼，致使嵩祝寺的现存建筑长期处于阴影之下。如今，嵩祝寺的中路南侧及东路南侧建筑均无存，中路主要建筑仅余正殿、宝座殿、藏经楼。
自1950年代至1960年代起，嵩祝寺及智珠寺一直被各种企业和单位占用，到2000年代末，牡丹技贸发展公司、北京大地科技实业有限公司（牡丹园公寓）、北京文体百货工业联合公司、北京市装潢设计研究所等单位管理使用这些文物建筑。其间，1980年代，为落实宗教政策，国家将嵩祝寺及智珠寺的建筑产权落实给北京市佛教协会。但是，由于上述管理使用的各单位未迁出寺院，故由上述单位通过租用的形式管理使用嵩祝寺及智珠寺建筑，北京市佛教协会收取租金并和上述单位共同管理嵩祝寺及智珠寺建筑，但无法使用两寺。
1984年5月24日，嵩祝寺及智珠寺被公布为北京市文物保护单位。1995年4月，林达集团董事长李晓林在北京为修缮嵩祝寺捐款550多万元人民币，北京市文物局为此特制和李晓林身高等高的功德钟一座，该钟被安置在嵩祝寺内的功德亭中，由全国政协副主席万国权题写了该亭的匾额。1995年，嵩祝寺获得修缮，共修复殿堂21座，此次修缮任务由北京市房修二公司承担，修缮期间于1996年6月还在寺内发现清朝中期的绝版古建筑彩画，色彩仍然鲜艳。
智珠寺则未能修复。由于上述使用单位将文物建筑作为生产车间、库房使用，古建筑损毁严重，且年久失修，搭建的非文物建筑很多，安全隐患极大。2005年，北京市文物局对产权单位北京市佛教协会以及各使用单位发出了安全隐患整改通知书，责令整改。随后数年，北京市文物局邀请人大代表、政协委员视察，并利用媒体曝光，督促产权单位和使用单位尽快整改。此后，使用单位分别同产权单位北京市佛教协会达成协议，由产权单位和使用单位共同引入社会资金对古建筑进行修缮，修缮后由出资人进行使用。2007年起，东景缘开始对智珠寺进行大规模修缮，到2012年，智珠寺的文物建筑大部分均获修缮。

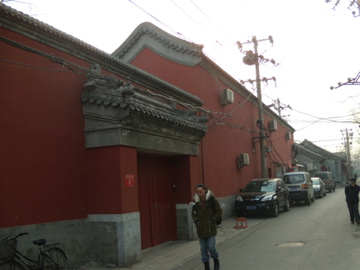
图中门楼即嵩祝院北巷6号。旁边右侧为智珠寺建筑

嵩祝寺及智珠寺文物建筑部分范围内有两个单位用作餐饮场所，其中嵩祝寺内开设的是“和玺江－嵩祝六号”，智珠寺内开设的是TRB（Temple Restaurant Beijing）。高级会所“嵩祝名院”设在嵩祝寺西跨院内，开设于2009年，2011年易主，门牌号为嵩祝院北巷4号，“和玺江－嵩祝六号”（门牌号为嵩祝院北巷6号）为其餐饮机构，主要经营粤菜。高级会所“东景缘”（东景缘官方网站）设在智珠寺内，此处集餐饮、会议、展览、住宿于一体，TRB即东景缘的餐饮机构。嵩祝寺及智珠寺被用作高级会所的新闻于2013年1月曝出后，受到舆论关注。
2013年12月，中央纪委、中央党的群众路线教育实践活动领导小组《关于在党的群众路线教育实践活动中严肃整治“会所中的歪风”的通知》（群组发〔2013〕31号）下发后，国家宗教事务局随即在2013年12月对宗教领域开展“会所中的歪风”专项排查调研，发现嵩祝寺、智珠寺被出租开设高档餐饮。2014年1月13日，国家宗教事务局领导率队到嵩祝寺、智珠寺查看，听取北京市宗教事务局汇报，明确要求北京市宗教事务局严格依照中央的有关规定推动整改，制定整改方案，杜绝将宗教房产出租开设高档餐饮的情况。2014年4月，嵩祝寺开始大规模翻修，藏经楼被装修为整体厨房，且在古建筑内铺瓷砖、打墙洞，遭到市民向北京市文物局举报。2014年7月，北京市文物局执法队前往嵩祝寺检查。
2014年11月1日，中华人民共和国住房和城乡建设部等十部委出台《关于严禁在历史建筑、公园等公共资源中设立私人会所的暂行规定》。但2014年12月14日，新华社报道称，记者调查发现，该规定出台后，嵩祝寺及智珠寺内的私人会所暨高档餐饮仍在经营。此后，2014年12月，北京市宗教事务局表示正对此调查，国家宗教事务局称将督促北京市宗教事务局尽快协调推动解决嵩祝寺及智珠寺的遗留问题。
媒体曝光上述情况后，北京市组成由北京市纪委、北京市工商局、北京市地税局、北京市财政局、东城区纪委等部门参加的专案组，连夜赴嵩祝寺、智珠寺调查取证。“经查，两寺庙院内设私人会所，未经审批，无照经营；政府有关部门履职不到位，存在失察失管，问题比较严重，属顶风违纪性质。”2015年1月，北京市已责成有关部门对嵩祝寺、智珠寺内设私人会所停业整顿，待查清违纪事实后，将对有关部门及责任人严肃处理。

## 建筑
嵩祝寺坐北朝南，其建筑分为三路，主要殿宇位于中路，东路为寮房、配房、佛堂、经堂等等，西路以喇嘛住宅为主。东路以东为法渊寺，西路以西为智珠寺。嵩祝寺的旧建筑上的彩画，除了正殿、宝座殿、藏经楼、藏经阁东配殿等处残留的部分原来的彩画之外，露明部分均已油漆一新，做成程式化的“雅五墨”或者和玺彩画，其原貌待考。其他年代较老的建筑中，被纸面石膏板吊顶封闭的梁架部分彩画待进一步探查。嵩祝寺的石刻，主要是建筑山墙上身角柱以及前廊廊心拱券上的浅浮雕，主要图案为藏传佛教的“五欲”、“六拏具”、“转轮王七政宝”（金轮宝、神珠宝、玉女宝、主藏臣宝、白象宝、绀马宝、将军宝）等等。

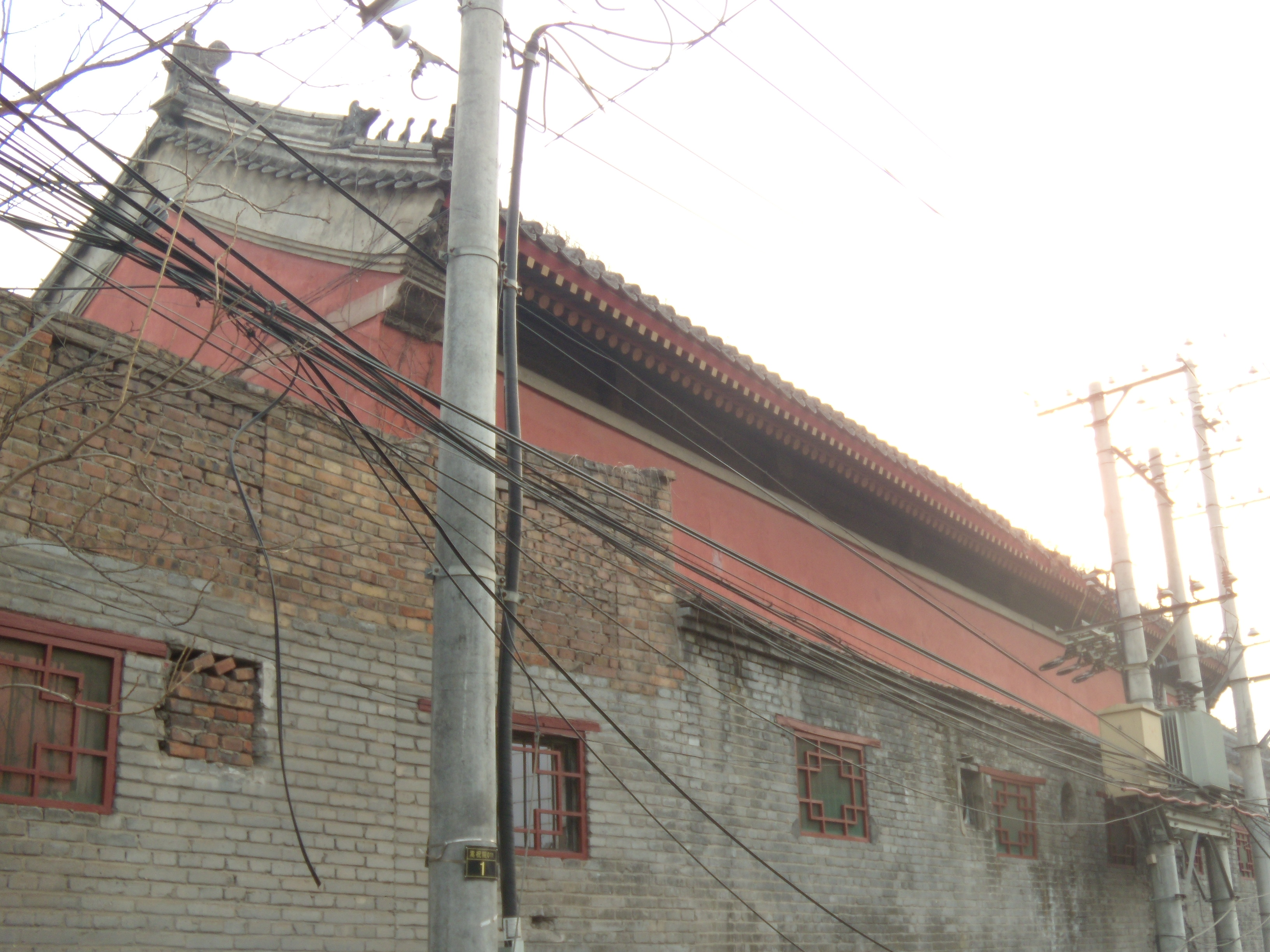
嵩祝寺中路最北端的藏经楼

中路自山门到藏经楼共五层殿宇，是典型的明清寺院布局。自南向北依次为：
- 石牌楼：位于嵩祝寺与智珠寺的界墙的延长线上，为南北向。已拆毁。
- 影壁：位于山门正南。影壁左右有墙，影壁和墙之间有路，通往影壁以南的院子。该院四面为墙（北面中间为影壁）。影壁已拆毁。[25][2]
- 山门：面阔三间，进深五檩，大式硬山筒瓦大脊，带吻兽、垂兽，一斗二升斗栱，内为彻上明造。山门已拆毁。[25][2]
- 天王殿：面阔三间，进深五檩，大式硬山筒瓦大脊，内为彻上明造。天王殿两侧接有红墙，墙顶是筒瓦大脊，有吻兽，两侧各开一门通向里院。天王殿已拆毁。[25][2][5]
  - 钟楼、鼓楼：位于天王殿前左右两侧。上檐是歇山筒瓦调大脊，带吻兽、垂兽，一斗三升斗栱，围以带廊栏杆；下檐是筒瓦箍头脊，上下层角梁悬铃，绘有旋子彩画。钟楼、鼓楼已拆毁。[25][2]
- 正殿（大雄宝殿）：位于里院。面阔五间，带廊，大式硬山筒瓦大脊，一斗二升斗栱，云头雀替，明间有匾额曰“妙明宗镜”，为乾隆帝御书。正殿对面有一座木结构砖制悬山筒瓦箍头脊建筑，带吻兽、垂兽，据说为明灯之所。大雄宝殿的彩画遗存主要位于内檐的平棋天花以及七架梁。平棋天花为莲瓣梵文天花，采用七彩祥云衬托写有梵文六字真言的莲花。该彩画除了局部保留原貌外，所有天花单元格均已进行大面积的示意性修复。七架梁上则绘有大点金。该建筑室外前檐彩画已经重绘如新，后檐彩画仍维持旧貌，但因严重褪色而无法辨认。[25][2][5]
  - 东配殿
  - 西配殿
- 宝座殿：面阔五间，左右各有耳房三间，殿前设有出厦三间。宝座殿屋身的几处檫垫枋上保存有较为完整的彩画。[25][2][5]
  - 东配殿
  - 西配殿
- 藏经楼：位于宝座殿后，二层，面阔七间。上层为格扇门窗，坐凳栏杆，内为井口天花。藏经楼上原有匾额曰“慧灯普照”，有对联“碧砌瑶阶春色丽，琪花芝草日华鲜”，西侧也有一对联为“夜梵闻三界，朝香彻九天”，均为乾隆帝御笔。藏经楼的彩画遗存包括两尽间平棋天花，以及各品露明梁架彩画。两尽间的平棋天花为莲瓣梵文天花，采用七彩祥云衬托写有梵文六字真言的莲花。此处的天花除了少量天花板经示意性修复之外，残损状况不一。梁架彩画则包括外檐和内檐两部分，内檐为包袱金龙旋子彩画，基本保存完整。藏经楼二层外廊的梁上还有轮廓很清晰的旋子彩画。[25][2][5]
  - 东配殿：藏经阁东配殿外檐檫垫枋三件苏式彩画，明间梢间包袱内绘有五蝠祥云图案，次间包袱内绘有卷草花纹，底色各不同。此处彩画虽为新做，但形式较别致，彩画包袱为花边，包袱画图案感较强，而且大量用金，具有清朝早期较高形制的苏式彩画的特点，故可推断此处彩画极可能为现代修缮中根据原来的彩画重绘的。[2]

东路的主要建筑有：
- 寮房
- 配房
- 佛堂

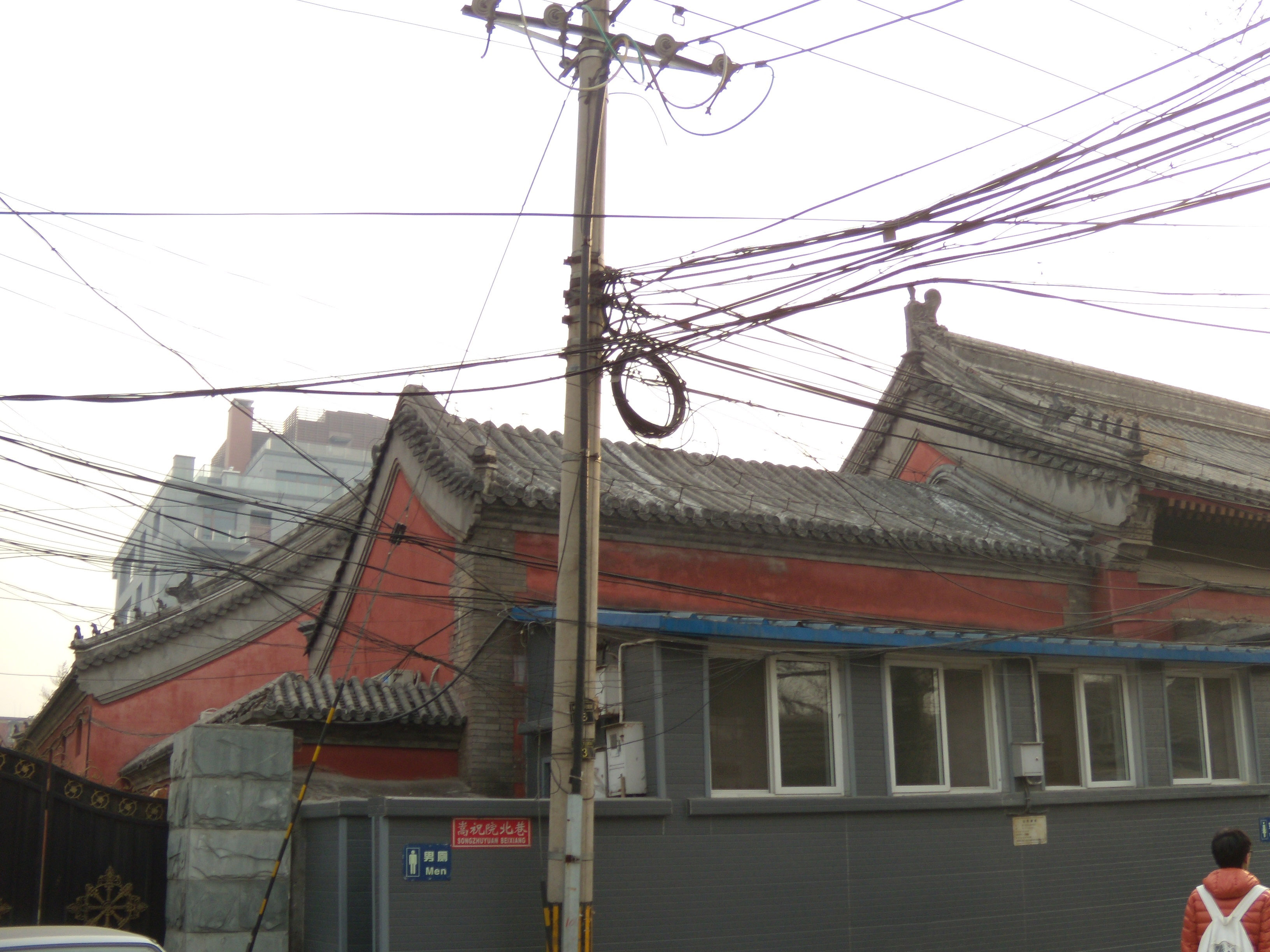
嵩祝寺东北院北房的东北角

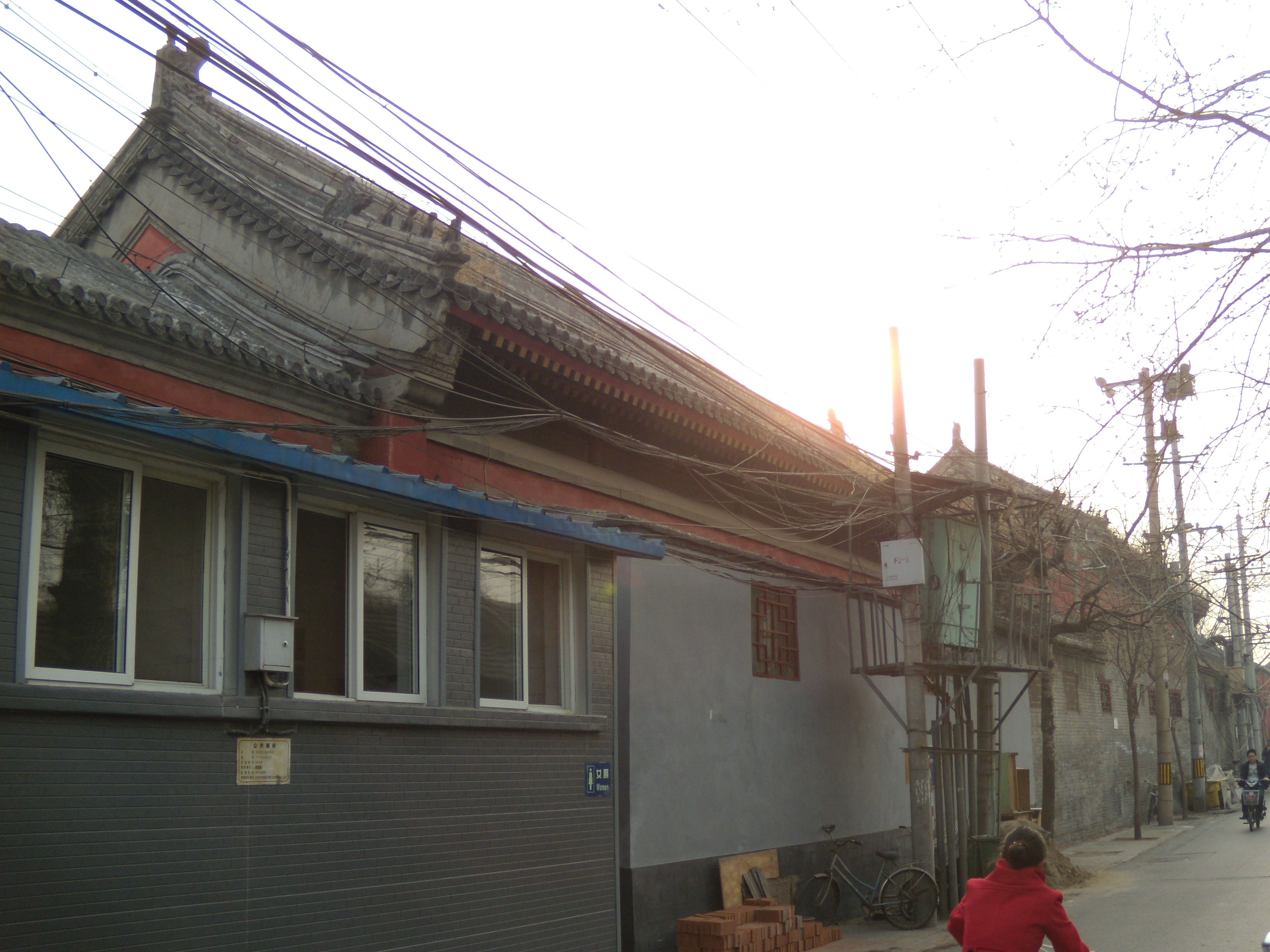
嵩祝寺东北院北房，远处为藏经楼

- 经堂：是嵩祝寺的重要建筑，也是嵩祝寺内规模及用材最大的建筑。民国时期的照片显示，当时经堂室内为彻上明造，全无隔断。室内梁架彩画为和玺彩画，今被吊顶封闭。经堂内悬垂经幡，四壁绘花朵等图案并悬挂神像卷轴。紧贴后墙处供奉九尊金身天女菩萨。民国二十年（1931年）北平研究院测绘图称其为“念经堂”，故可确定该建筑是经堂，为藏传佛教寺院中供僧众聚会用的建筑。《乾隆京城全图》中尚无该建筑，截至乾隆三十七年的奏销档也未提及经堂，故其创建年代应当在此之后。[2]
- 东北院北房：位于东路的第二层，坐北朝南，面阔五间，大式硬山筒瓦大脊，进深五架椽带前廊。前廊檐柱两侧有云头雀替，前檐东西山墙廊心处有石刻拱券门，各雕刻“六拏具”浮雕一组。该建筑前檐的东西山墙石刻上身角柱一对，各雕刻“转轮王七政宝”浮雕一组，衬以并蒂莲。民国时期的勘察测绘图称该建筑为住宅，但该图也显示该建筑门前有焚帛炉，再加上该建筑的彩画形制较高，故推测该建筑应当兼有一定的宗教功能。据载，“东北院欢喜佛一尊，铜佛髙三尺余，作男女相抱状。护法神五，骑兽，髙三尺，泥塑。”[2]

东路及中路的新修建筑：
- 东路及中路现存的其他建筑中，相当一部分为1995年重修时添建的。这些配殿、耳房、顺山房为三到五间，构造、装饰均极简单。[2]

西路建筑：
- 西路北端尚存四合院一进，虽已改作餐馆（即“嵩祝别院”），经过了现代装修，但仍可辨认出该组建筑与中路、东路建筑相似的建筑形制。该院落四面的建筑大多是五至七间不等，建筑尺度同藏经楼东厢房等建筑相似。外廊开敞，由抄手游廊连接。游廊和山墙相交处，有石刻拱券门。[2]

## 延伸阅读
- 张帆，嵩祝寺测绘及始建年代研究，古建园林技术2008年第4期